# 英國陸軍第7裝甲師

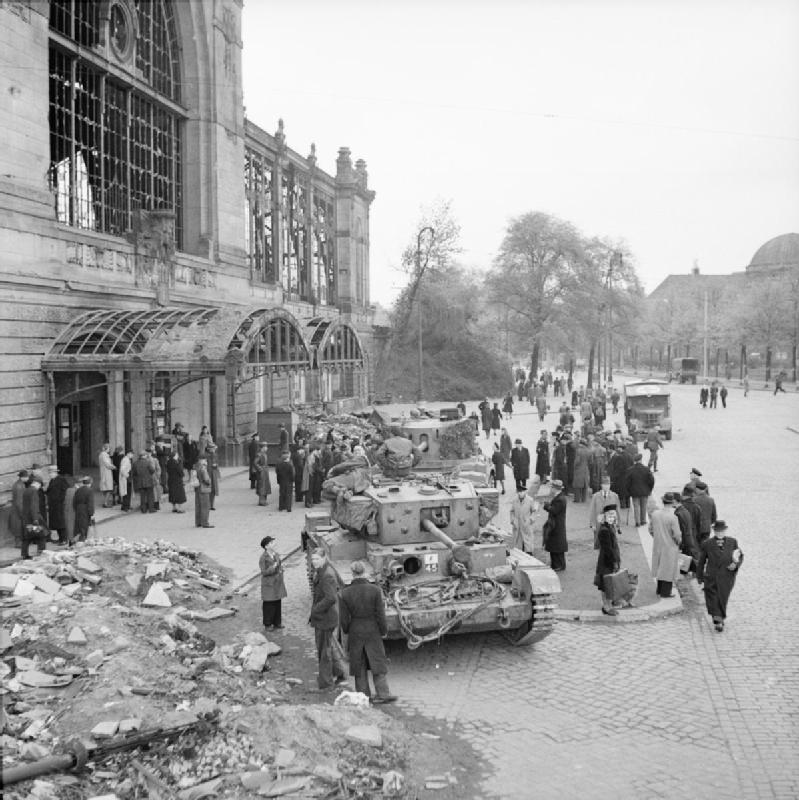
該師的克倫威爾式戰車和挑戰者式戰車，攝於1945年5月。

第7裝甲師是一支英國曾經存在過的部隊，该师在二战中战功卓著。該師於1958年解散，但其番号继续由第7装甲旅继承。

## 歷史
第7裝甲師的前身是英國於1938年在埃及改編的機動部隊。隨後，該部隊改名爲埃及機動化師。在1940年，該師更名爲第七裝甲師，并被授予“沙漠之鼠”的標誌。
該師曾經參與過北非戰役，并參加了早期的義大利戰役。但隨後，該師被調回英國準備大君主作戰。1944年6月6日下午，該師在諾曼第登陸，并參加了隨後的戰役。該師在二戰末期曾渡過萊茵河，并佔領了漢堡和基爾。